# Novo Estrela
Novo Estrela és una localitat de São Tomé i Príncipe. Es troba al districte de Pagué, al nord de l'illa i Regió Autònoma de Príncipe. La seva població és de 300 (2008 est.). Es troba a 2 km al sud-est de la capital de l'illa Santo António i està connectat amb un camí de terra que travessa la badia. L'assentament es va fundar per primera vegada com a plantació.

## Història
A mitjans de la dècada dels noranta, un empresari (o empresari) i un enginyer agrícola Claudio Corallo qui actualment és professor a la USTP, va comprar una plantació de cacau abandonada per a 120 hectàrees (més d'un quilòmetre quadrat) a Terreiro Velho a l'illa de Príncipe. Va conrear en aquesta illa i havia produït un producte d'alta qualitat que es considerava la millor xocolata de la Terra, controlant tot el procés de producció des de l'arbre fins a la tauleta.

## Evolució de la població
| 2001 | 2008 |
| 263  | 300  |

## Equip de futbol
- 1º de Maio